# Moord op Skylar Neese
Skylar Annette Neese (10 februari 1996 - 6 juli 2012) was een Amerikaans tienermeisje dat op 6 juli 2012 rond middernacht uit haar huis in Star City, West Virginia verdween. Neeses stoffelijke resten werden gevonden op 16 januari 2013 in Wayne Township, Greene County, Pennsylvania.
Neese werd vermoord door haar twee beste vriendinnen van de middelbare school, Shelia Eddy en Rachel Shoaf. In december 2012 vertelde Shoaf de autoriteiten dat zij en Eddy de moord op Neese hadden gepland en uitgevoerd. Shoaf pleitte schuldig aan moord in de tweede graad op 1 mei 2013 en werd veroordeeld tot 30 jaar gevangenisstraf met recht op voorwaardelijke vrijlating na 10 jaar. Eddy pleitte schuldig aan moord met voorbedachten rade op 24 januari 2014 en werd veroordeeld tot levenslang in de gevangenis met recht op voorwaardelijke vrijlating na 15 jaar. De verdwijning van Neese leidde tot nieuwe West Virginia-wetgeving die wijzigingen aanbracht in het AMBER Alert-waarschuwingssysteem voor vermiste kinderen.

## Slachtoffer
Skylar Annette Neese (geboren 10 februari 1996) was het enige kind van Mary en Dave Neese. Mary Neese werkte toen als administratief assistent in een hartlaboratorium en Dave Neese was een productassistent bij Walmart. Skylar was een student aan de University High School die strafrechtadvocaat wilde worden. Ze werkte bij Wendy's met twee goede vrienden.

## Daders
Shelia Rae Eddy (geboren 28 september 1995) is het enige kind van Tara Clendenen en Greg Eddy. Shelia werd geboren in Blacksville, West Virginia.
Rachel Shoaf (geboren 10 juni 1996) groeide op in Morgantown. Ze is de enige dochter van Rusty en Patricia Shoaf.
Beide daders hebben samen met hun slachtoffer de University High School bezocht.

## Moord
Op de avond van de moord hadden Shelia Eddy en Rachel Shoaf Neese uitgenodigd om met hen naar buiten te sluipen. Neese, die onlangs met de twee ruzie had gehad, aarzelde aanvankelijk. Na een reeks telefoontjes en sms'jes van de meisjes, veranderde Neese van gedachten.
Om ongeveer 00.30 uur klom Neese uit haar slaapkamerraam, stak de straat over en ging op de achterbank van een vierdeurs sedan zitten. Wetshandhavers bepaalden later dat de sedan die avond in het bezit was geweest van Shelia Eddy. De drie meisjes reden vervolgens vanuit Star City in noordwestelijke richting naar Blacksville via U.S. Route 19. De daders waren oorspronkelijk van plan langs West Virginia Route 7 te rijden, maar keerden zich om nadat ze een auto van de staatspolitie hadden gezien die geparkeerd stond voor een gokhal. 
Ze kwamen uiteindelijk aan op hun bestemming net over de staatsgrens van Pennsylvania, een plek waar alle drie de meisjes af en toe marihuana rookten. Shoaf en Eddy waren al maanden bezig met het plannen van de moord op Neese. Ze verlieten het huis van Eddy, klaar om de aanval op Neese uit te voeren, met keukenmessen, keukenpapier, bleekmiddel, poetsdoeken, schone kleren en een schop. Ze verborgen de messen onder hun kleren en verstopten de resterende voorwerpen in de kofferbak van Eddy's auto.
Toen de meisjes eenmaal uit de auto waren, vertelden de daders tegen Neese dat ze waren vergeten een aansteker mee te nemen. Neese bood aan om terug te gaan naar het voertuig om haar eigen aansteker te halen. Toen Neese hun de rug had toegekeerd, begonnen Shoaf en Eddy tot drie te tellen - hun afgesproken teken. Toen ze het teken gaven, begonnen Shoaf en Eddy Neese neer te steken. Het slachtoffer probeerde weg te rennen, maar kon maar een paar meter rennen voordat Shoaf haar op de grond tackelde en de aanval voortzette. Tijdens de aanval slaagde Neese erin Shoaf's mes van haar af te worstelen en, in een kennelijke poging om zichzelf te verdedigen, Shoaf's knie door te snijden. Eddy bleef Neese steken totdat er volledige stilte was en, volgens Shoaf, "Neese's nek stopte met het maken van gorgelende geluiden." Het postmortale onderzoek van Neese bracht meer dan 50 steekwonden aan het licht.
Daarna probeerden Shoaf en Eddy het lichaam te begraven, door Neese eerst naar de kant van de weg te slepen, wat niet lukte omdat de weg langs een kreek liep en de grond daar te hard en rotsachtig was om een gat te graven, wat hun oorspronkelijke plan was geweest. In plaats daarvan bedekten ze het lichaam met stenen, gevallen takken en vuil. Shoaf en Eddy keerden toen terug naar de auto om zichzelf en de moordscène schoon te maken. Na het voltooien van de moord en het opruimen, verlieten Shoaf en Eddy de plaats delict, gooiden hun vuile kleren weg en keerden huiswaarts.

## Onderzoek
Neese werd aanvankelijk beschouwd als een wegloper, en een Amber Alert werd niet onmiddellijk uitgegeven in verband met haar verdwijning. Een vroege tip gaf aan dat Neese was gezien in North Carolina, maar de politie van Star City stelde vast dat de gespotte persoon niet Neese was. Haar ouders plaatsten folders over hun vermiste dochter in de regio Monongalia County. De politie stelde vast dat de onbekende sedan waarin Skylar Neese voor het laatst was gezien van Eddy was en verhoorde haar. Eddy gaf toe Neese op te halen, maar verklaarde dat ze haar een uur later had afgezet. De FBI en de West Virginia State Police sloten zich op 10 september 2012 aan bij de zoektocht naar Skylar Neese en begonnen de schoolvrienden van Neese te interviewen.
De doorbraak in de zaak kwam toen Rachel Shoaf toegaf samen met Shelia Eddy een afspraak te hebben gemaakt om Neese te vermoorden. De reden die Shoaf gaf voor de moord was dat ze "haar niet mochten" en "geen vrienden meer met haar wilden zijn". Dave Neese verklaarde dat deze twee meisjes tot de beste vrienden van zijn dochter behoorden, en dat Shelia Eddy zelfs de familie had geholpen haar te zoeken door folders over vermiste personen uit te delen. Na haar bekentenis leidde Rachel Shoaf onderzoekers naar het lichaam van Neese. Op 13 maart 2013 publiceerde de Amerikaanse advocaat William J. Ihlenfeld, II een persbericht waarin stond dat een lichaam dat op 16 januari 2013 was gevonden in Wayne Township, Greene County, Pennsylvania was geweest, geïdentificeerd was als de overblijfselen van Neese. De stoffelijke resten van Neese werden op minder dan 48 km van haar huis gevonden.

## Strafrechtelijke vervolging
Op 1 mei 2013 pleitte Rachel Shoaf schuldig. Volgens het transcript van de rechtbank zei Shoaf dat zij en Shelia Eddy, Neese hadden opgehaald in Eddy's auto. De meisjes reden naar Pennsylvania, stapten uit de auto en begonnen te socializen. Op een afgesproken tijdstip staken Shoaf en Eddy Neese dood. De tieners probeerden het lichaam van Neese te begraven, maar konden dit niet doen. In plaats daarvan bedekten ze het lichaam met takken en stenen. Het transcript van de rechtbank geeft aan dat andere studenten gesprekken tussen Shoaf en Eddy over het moordcomplot hebben gehoord, maar dit niet hebben gemeld, omdat ze dachten dat ze een grapje maakten. Volgens de pleidooiovereenkomst van Shoaf pleitte ze schuldig aan moord in de tweede graad door "op onrechtmatige wijze, misdrijf, moedwillig, kwaadwillig en opzettelijk de dood van Skylar Neese te veroorzaken door haar neer te steken en fatale verwondingen toe te brengen". In de pleidooiovereenkomst beval de staat West Virginia een gevangenisstraf van 40 jaar aan. De familie van Shoaf bood via hun advocaat een openbare verontschuldiging aan voor haar daden.
Op 4 september 2013 identificeerden aanklagers van West Virginia Shelia Eddy publiekelijk als de tweede vermeende dader van de moord op Skylar Neese en kondigden ze aan dat ze als volwassene zou worden berecht. Eddy werd op 6 september 2013 door een grand jury aangeklaagd voor één keer ontvoering, één keer voor moord met voorbedachten rade en één keer voor samenzwering om moord te plegen. Shelia Eddy pleitte niet schuldig aan deze beschuldigingen.
De datum van het proces was oorspronkelijk vastgesteld op 28 januari 2014. Echter, geconfronteerd met het vooruitzicht van beschuldigingen van de autoriteiten van Pennsylvania naast de aanklachten in West Virginia, pleitte Shelia Eddy schuldig aan moord met voorbedachten rade. Ze toonde geen berouw, maar werd veroordeeld tot levenslang in de gevangenis met voorwaardelijke vrijlating; Volgens de wet van West Virginia komt ze na 15 jaar in aanmerking voor voorwaardelijke vrijlating. De autoriteiten van Pennsylvania hebben geen aanklacht ingediend volgens de pleidooiovereenkomst.
Na haar schuldbekentenis op 1 mei 2013 kreeg Rachel Shoaf een gevangenisstraf van 30 jaar en komt ze na 10 jaar in aanmerking voor voorwaardelijke vrijlating.
Eddy werd na haar arrestatie oorspronkelijk vastgehouden in een opvangcentrum voor jongeren. Beide vrouwen zitten vast in het Lakin Correctional Center in Mason County.

## De wet van Skylar
Er is geen Amber Alert afgegeven bij de verdwijning van Neese omdat de omstandigheden niet voldeden aan alle vier de criteria voor een waarschuwing: er wordt aangenomen dat een kind is ontvoerd; het kind is jonger dan 18; het kind kan overlijden of ernstig letsel oplopen; er is voldoende informatie om aan te geven dat het Amber Alert nuttig zou zijn. Er moest een wachttijd van 48 uur verstrijken voordat een tiener als vermist kon worden beschouwd. Een wetgever van de staat West Virginia uit het gezinsdistrict Neese heeft een wetsvoorstel ingediend met de naam Skylar's Law om het Amber Alert-plan van West Virginia te wijzigen, om onmiddellijk openbare mededelingen te doen wanneer een kind als vermist en in gevaar wordt opgegeven, ongeacht of het kind wordt verondersteld te zijn ontvoerd. In zowel West Virginia als nationale media verschenen opiniecolumns ter ondersteuning van de wet van Skylar , waarvan sommige ook kritiek en nadelen van de wetgeving erkenden. Op 27 maart 2013 keurde het Huis van Afgevaardigden in West Virginia de wet van Skylar goed met 98-0 stemmen. Op 12 april 2013 keurde de West Virginia Senaat unaniem de wet goed, maar bracht kleine technische wijzigingen aan in het wetsvoorstel dat het Huis van Afgevaardigden op dezelfde dag stemde. De gouverneur van West Virginia, Earl Ray Tomblin, ondertekende de wetgeving in mei 2013.

## Nationale media-aandacht
Op 31 mei 2013 behandelde Anderson Cooper het verhaal van de moord op Skylar Neese. Op 7 maart 2014 zond Dateline NBC een aflevering uit met de titel "Something Wicked" waarin het verhaal van de moord op Skylar Neese werd opgetekend. Op 10 maart 2014 behandelde de Dr.Phil-show het verhaal van Skylar: Best Friends Betrayal. Haar ouders Dave en Mary waren allebei aanwezig, evenals twee vrouwen die zichzelf beschreven als "tweede moeders" voor Rachel Shoaf. Op 12 april 2014 werd Death Clique uitgezonden, een fictief drama geïnspireerd op het verhaal van de moord op Skylar Neese.
Op 18 juli 2014 behandelde ABC's 20/20 het verhaal van Skylar in de aflevering "Unfriended". Op 22 oktober 2014 behandelde LMN's show I Killed My BFF het verhaal van Skylar met commentaar van ouders en vrienden in een aflevering met de titel "Real Life Heathers". Op 14 november 2014 behandelde Investigation Discovery's show See No Evil het verhaal van Skylar in een aflevering met de titel "Skylar Neese". De show maakt gebruik van de real-life bewakingsvideo van Skylar om de laatste paar uur van haar leven in kaart te brengen. Er wordt gebruik gemaakt van first-person interviews met haar familie, vrienden en de onderzoekers, samen met beperkte dramatische recreatie.
Op 26 maart 2016 behandelde ReelzChannel-show Copycat Killers het verhaal van Skylar in een aflevering met de titel "Heathers". Op 7 augustus 2016 toonde Oxygen Channel het verhaal van Skylar op Snapped. Op 28 oktober 2016 toonde Investigation Discovery het verhaal van Skylar over een aflevering van Suspicion met de titel "A Daughter Disappears". Op 20 juli 2018 toonde NBC het verhaal van Skylar op Dateline NBC seizoen 26 aflevering 58 getiteld "Something Wicked". Op 12 mei 2019 vertelde en besprak The Generation Why Podcast het verhaal van Skylar in aflevering 327 met de titel "Skylar Neese".